# Remedios T. Romualdez
Remedios T. Romualdez ist eine Stadtgemeinde in der Provinz Agusan del Norte auf der Insel Mindanao im Süden der Philippinen.

## Geografie
Die Stadtgemeinde grenzt im Norden an die Stadtgemeinde Cabadbaran, im Süden an Butuan City, im Westen an Magallanes, alle in der Provinz Agusan del Norte und im Osten an die Stadtgemeinde Sibagat in der Provinz Agusan del Sur.
Die Stadtgemeinde Remedios T. Romualdez hat eine Fläche von 81,47 km², davon werden 49,45 km² (60,70 %) landwirtschaftlich genutzt, 22,23 km² (27,29 %) sind bewaldet, 1,69 km² (2,07 %) werden als Siedlungsfläche genutzt, 8,00 km² (9,82 %) sind Industriefläche und 0,10 (0,12 %) ist sonstige Fläche.

### Barangays
Remedios T. Romualdez ist politisch in acht Barangays unterteilt.
- Poblacion I (Agay)
- Balangbalang
- Basilisa
- Humilog
- Panaytayon
- San Antonio
- Tagbongabong
- Poblacion II

## Geschichte
Remedios T. Romualdez ist nach der Mutter von Imelda Marcos der Gattin des früheren philippinischen Präsidenten Ferdinand Marcos benannt.
Remedios T. Romualdez ist die jüngste Stadtgemeinde in der Provinz Agusan del Norte, sie entstand am 1. Januar 1984 aus den ursprünglich zu Cabadbaran gehörenden Barangays Agay, Basilisa, Balangbalang, Humilog, Panaytayon, San Antonio and Tagbongabong.

## Religionsangehörigkeit und Bevölkerungsstruktur
Die meistgesprochenen Sprachen sind Cebuano, Ilocano und Hiligaynon, die Bevölkerung gehört zu den ethno-linguistischen Gruppen der Manobo und Mamanwa.
75 % der Bevölkerung gehört dem römisch-katholischen Glauben an, 6 % gehören der Aglipay Kirche an, 6 % gehören protestantischen Glaubensrichtungen an und 14 % gehören anderen Glaubensrichtungen an.

## Wirtschaft
Das Straßennetz setzt sich aus drei Kilometer Nationalstraßen, 14 km Provinzstraßen, 9 km Stadtgemeindestraßen und 57 km Barangaystraßen zusammen. Die Straßen sind zu großen Teilen reine Erdstraßen oder geschottert.
Die Stadtgemeinde ist bedeutender Reisproduzent in der Provinz Agusan del Norte und hat landesweit eines der bedeutendsten Manganmineralvorkommen.